# Вулиця Пилипа Орлика (Дрогобич)
Вулиця Пили́па О́рлика — одна з основних магістралей Дрогобича. 

## Розташування

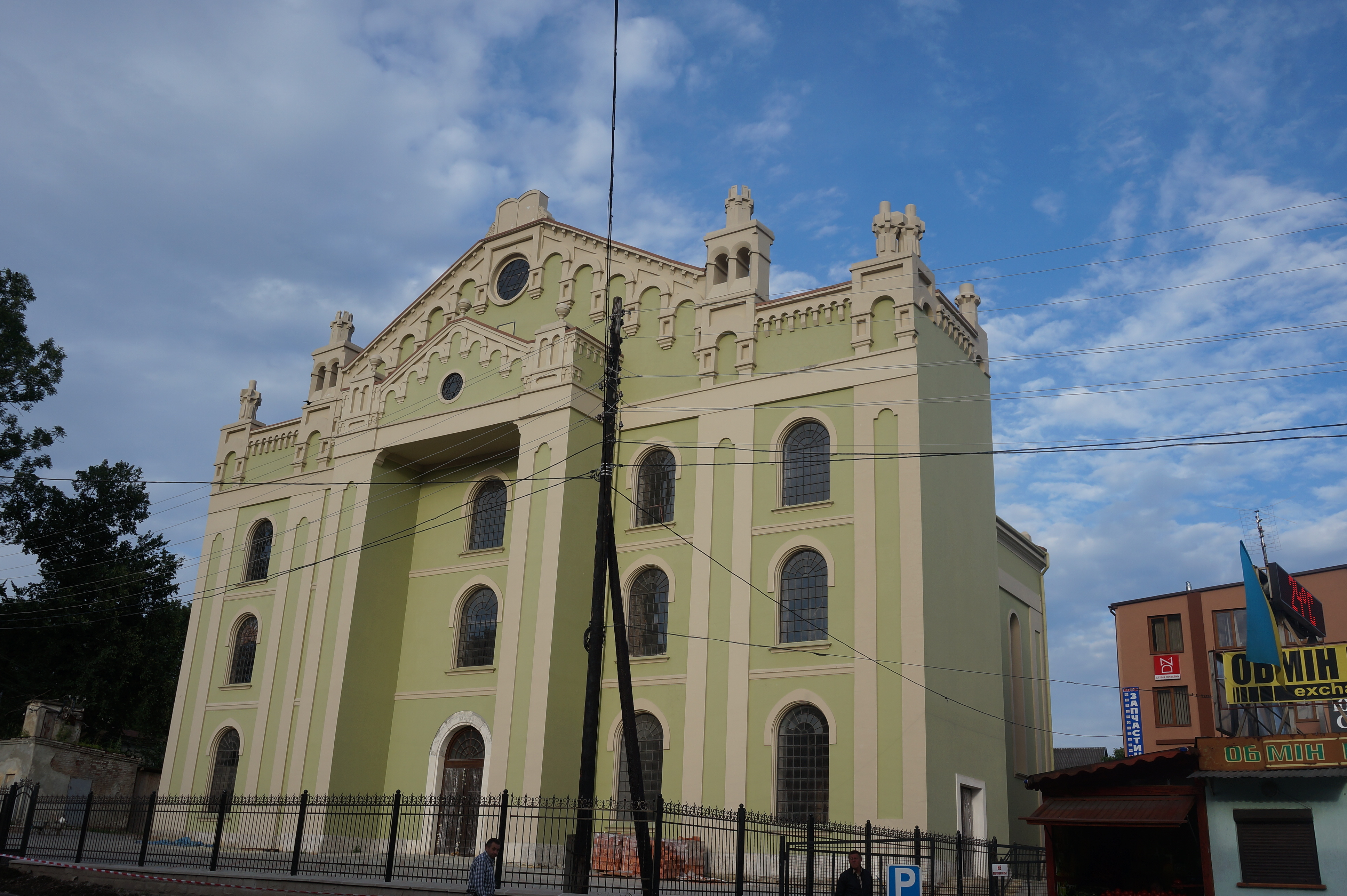
Хоральна синагога. Вул. Пилипа Орлика. 6

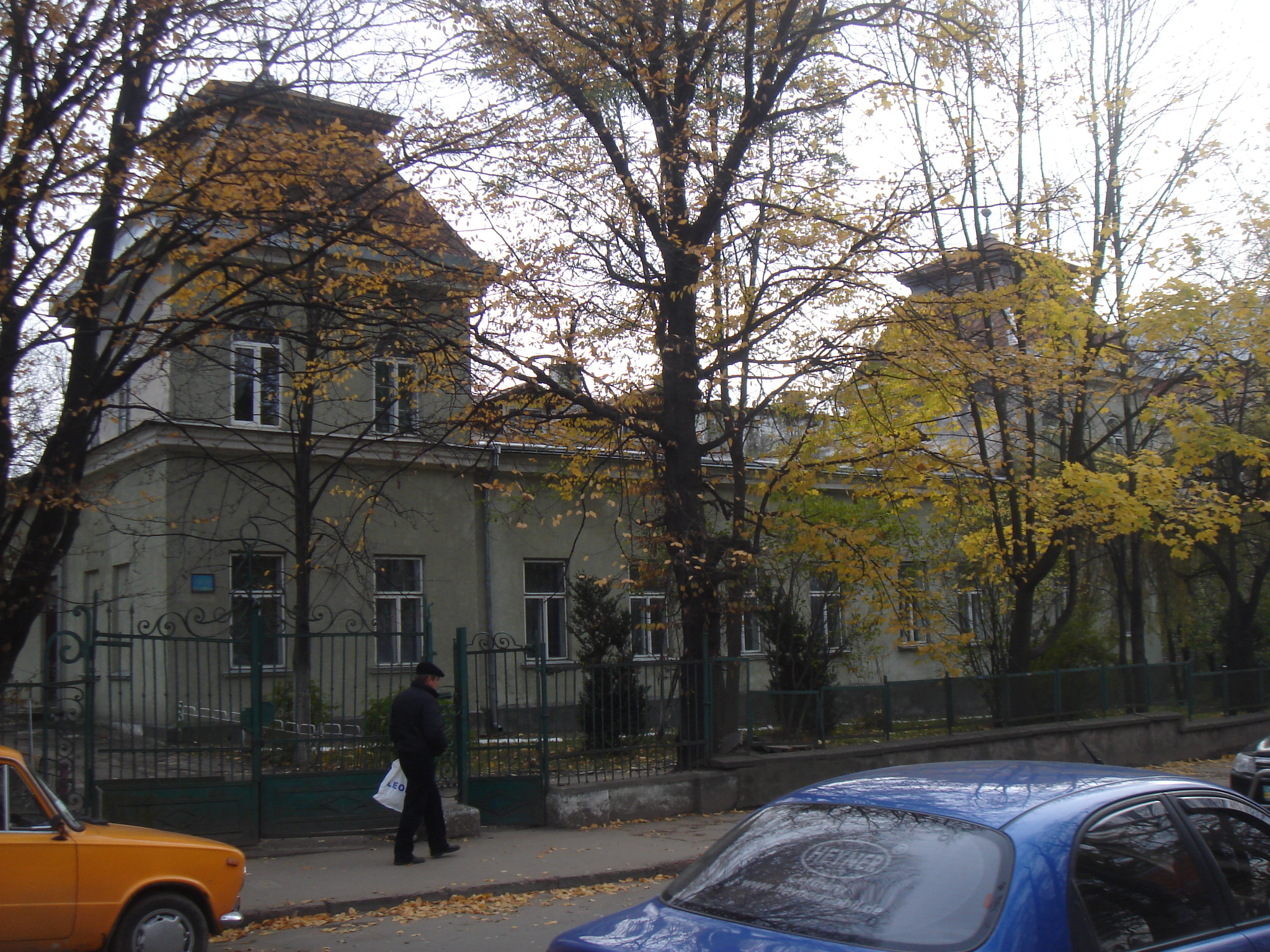
Дошкільний навчальний заклад №30 «Волошка», колишній жидівський госпіталь, збудований у 1895 році. Вул. Пилипа Орлика. 8

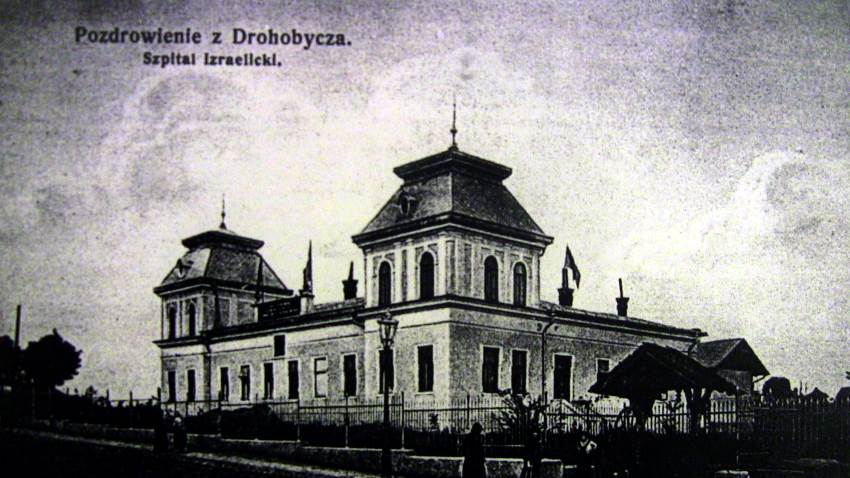
колишній жидівський госпіталь. Вул. Пилипа Орлика. 8. Початок ХХ ст.

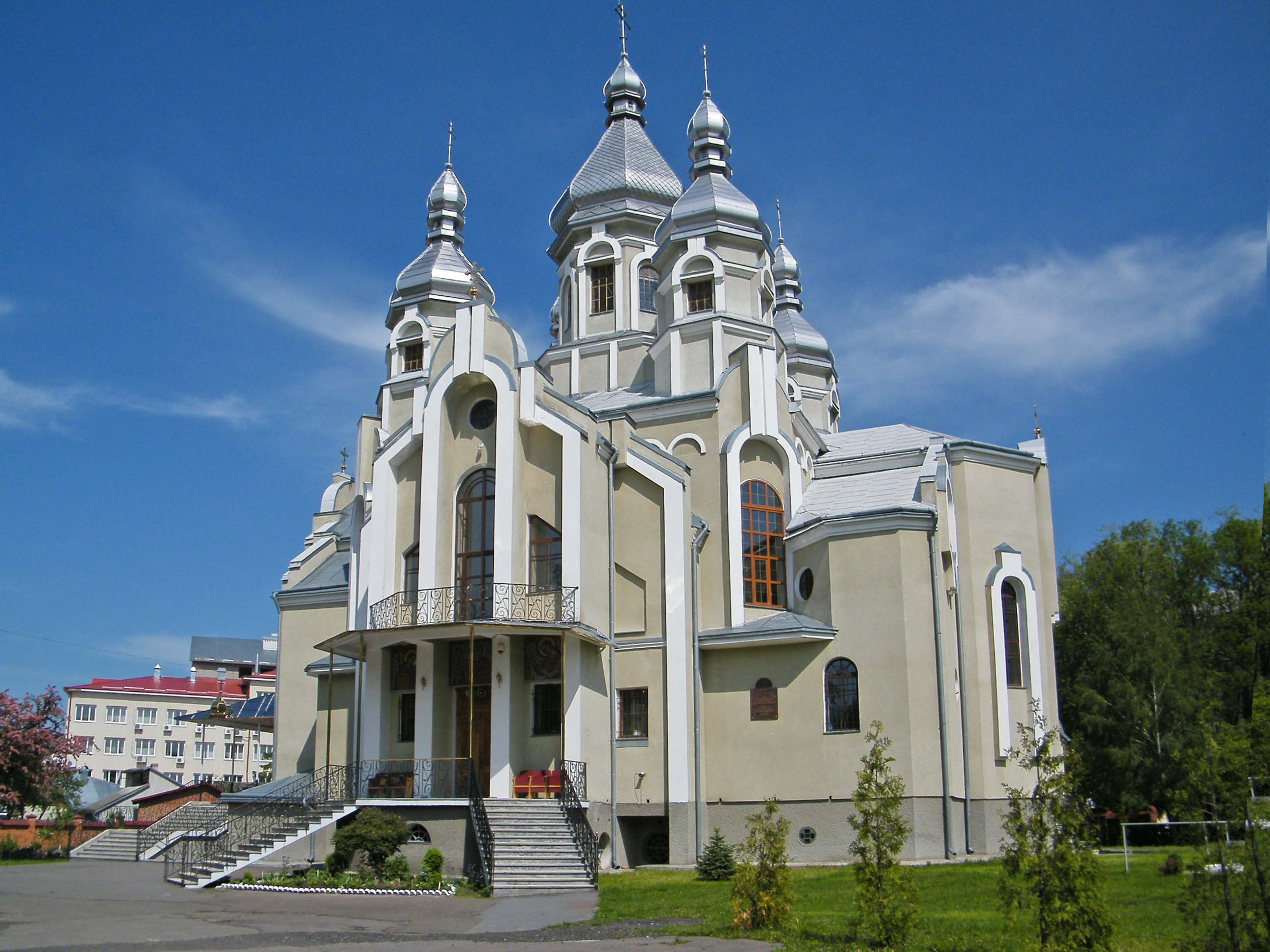
Церква Успіння Пресвятої Богородиці (ПЦУ). Вул. Пилипа Орлика. 3

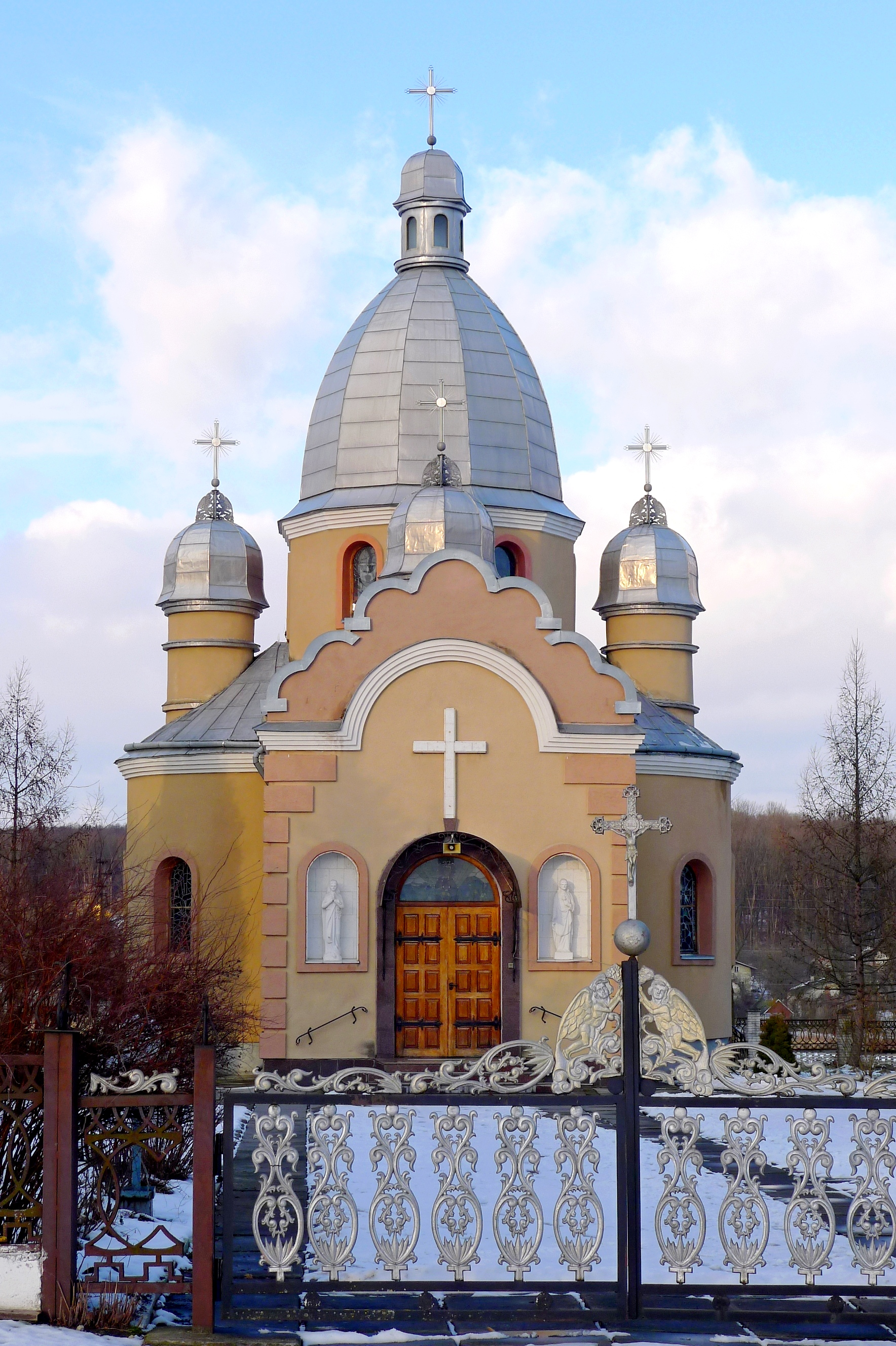
Церква Покрови Пресвятої Богородиці (УГКЦ). Вул. Пилипа Орлика. 31

Починається від вулиці Лесі Українки, і веде до межі міста зі селом Рихтичі у напрямку міста Городок. 
До вулиці Пилипа Орлика прилягають вулиці: Михайла Грушевського, Княгині Ольги, Цвинтарна, Володимира Великого, Северина Наливайка та провулок Городній.

## Опис
Вулиця повністю асфальтована, на ній двосторонній автомобільний рух. Простягається з півдня на північ на 3400 метрів. 

## Назва
Названа на честь українського політичного, державного і військового діяча, генерального писара, гетьмана Війська Запорізького у вигнанні, поета, публіциста Пилипа Орлика.

## Історія та забудова
Відомо, що тут жили в основному євреї. Колись це була основна вулиця жидівського кварталу Лани. На місці житлових будинків під номерами 3, 5, 7/1, 7/2, 7/3 та 7/4 знаходилося єврейське кладовище. Вулиця, що проходить поруч, досі називається Цвинтарною і біля будинку № 7/4 є пам'ятний знак. На віддалі 1,7 км від початку вулиці зберігся новий кіркут. Закінчується вулиця віддаленим мікрорайоном Гирівка. 
За часів Радянського Союзу вулиця була названа на честь Олександра Герцена. Перейменована 16 травня 1990 року.
Забудована на початку вулиця малоповерховими багатоквартирними та одним 9-ти поверховим будинками. Середина та кінець забудовані приватними садибами. На Гирівці зведені два будинки по 12 квартир кожен. 
У другій половині вулиці наявні підприємства та районна ветеринарна лікарня. У середній частині вулиця оточена промисловим базаром та ринком Чагарі. Наявний супермаркет АТБ, торговельні центри «Місто» та «Максимус» і торговельний комплекс «Сонячний промінь». 
Під номером 11 розташована автобусна станція № 2. Зведено дві церкви та хоральна синагога. 
Обабіч вулиці Пилипа Орлика розташовані парк героїв Небесної Сотні та лісопарк Свободи, колись іменований парком Новонароджених.